# Negonokoková uretritida
Negonokoková uretritida (NGU, anglicky: Non-gonococcal urethritis), známá též jako nekapavčitá uretritida (Non-gonorrheal urethritis) či nespecifická uretritida (Non-specific urethritis), je zánět močové trubice (uretritida), který není způsoben bakterií Neisseria gonorrhoeae, která je původcem kapavky.
Pro léčebné účely lékaři většinou rozlišují infekční zánět močové trubice do dvou kategorií: gonokokové uretritidy, způsobené kapavkou, a negonokokové uretritidy (NGU).

## Příčiny
Existuje mnoho příčin NGU.

### Bakteriální
Nejběžnější bakteriální příčinou NGU je chlamydia trachomatis, nicméně NGU může být způsobena i bakterií Ureaplasma urealyticum, Haemophilus vaginalis a Mycoplasma genitalium.

### Virové
Herpes simplex virus (vzácné), Adenovirus,

### Parazitické
Mezi parazitické příčiny patří prvok Trichomonas vaginalis (vzácné).

### Neinfekční
Uretritida může být způsobena mechanickým zraněním (od močového katetru nebo cystoskopu) či chemickým podrážděním (příčinou mohou být antiseptika nebo některé spermicidy).

## Symptomy
Symptomy mohou zahrnovat dysurii (bolest a pálení při močení), bílý či zakalený výtok z močové trubice (uretry) a časté nutkání k močení. U mužů jsou symptomy výtoky z penisu, pálení či bolest při močení, svědění, podráždění či citlivost a skvrny na spodním prádle. U žen jsou to výtok z pochvy, pálení či bolest při močení, anální či orální infekce; bolesti břicha nebo abnormální vaginální krvácení mohou být známkou toho, že infekce pokročila v hluboký pánevní zánět.